# شرکت هواپیماسازی هیوز
شرکت هواپیماسازی هیوز یک شرکت آمریکایی بزرگ در زمینهٔ هوافضا بود در سال ۱۹۳۲ توسط هوارد هیوز در گلندیل (کالیفرنیا) تأسیس شد.
در سال ۱۹۸۵ این شرکت توسط جنرال موتورز خریداری شد و بعدها در سال ۱۹۹۷ جنرال موتورز آن را به شرکت ریتیون واگذار کرد.